# Constantin Frățilă
Constantin Frăţilă (Bukarest, 1942. október 1. – Bukarest, 2016. október 21.) válogatott román labdarúgó. Az 1963–64-es idény gólkirálya Cornel Pavlovicivel holtversenyben.

## Pályafutása

### Klubcsapatban
1957-ben a Recolta Bucureşti, majd az Uzinele Vasile Roaită korosztályos csapatában kezdte a labdarúgást. 1960 és 1970 között a Dinamo București csapatában szerepelt, ahol négy bajnoki címet és két román kupa győzelmez ért el az együttessel. Az 1963–64-es idényben gólkirály lett Cornel Pavlovicivel holtversenyben. 1970 és 1972 között az Argeş Piteşti, 1972-73-ban a Sportul Studenţesc, 1973-74-ben a ciprusi Omónia Lefkoszíasz, 1974-75-ben a Chimia Râmnicu Vâlcea labdarúgója volt.

### A válogatottban
1966-67-ben hét alkalommal szerepelt a román válogatottban és hét gólt szerzett.

## Sikerei, díjai
Dinamo București
- Román bajnokság
  - bajnok: 1961–62, 1962–63, 1963–64, 1964–65
  - gólkirály: 1963–64 (Cornel Pavlovicivel közösen)
- Román kupa
  - győztes: 1964, 1968

 Argeş Piteşti
- Román bajnokság
  - bajnok: 1971–72

 Omónia Lefkoszíasz
- Ciprusi bajnokság
  - bajnok: 1973–74
- Ciprusi kupa
  - győztes: 1974